# Nagyrábé
Nagyrábé ist eine ungarische Großgemeinde im Kreis Püspökladány im Komitat Hajdú-Bihar.

## Geografische Lage
Nagyrábé liegt 43 Kilometer südwestlich des Komitatssitzes Debrecen, 20 Kilometer südöstlich der Kreisstadt Püspökladány und 16 Kilometer westlich der Stadt Berettyóújfalu, in einem Gebiet namens Sárrét, was auf Deutsch Sumpfwiese bedeutet.
Die Großgemeinde grenzt an das Komitat Békés und an folgende Gemeinden:
|                   | Báránd                                      | Sáp                       |
| Biharnagybajom    | Kompassrose, die auf Nachbargemeinden zeigt | Bihartorda Bihardancsháza |
| Füzesgyarmat (BE) | Darvas Zsáka                                | Bakonszeg                 |

## Geschichte
Nagyrábé ist schon seit langem bewohnt. Die ersten Artefakte datieren zwischen 3000 v. Chr. und 2500 v. Chr. Die erste schriftliche Erwähnung stammt aus dem Jahr 1215 im Váradi Regestrum, der Name des Dorfes war schon zu dieser Zeit Rábé. Anhand der lokalen Traditionen wurde das erste Nagyrábé auf dem Insel des Flusses Berettyó gegründet. Die erste urkundliche Erwähnung des Dorfes stammt von 1332, der Ort hatte damals schon eine Kirche und einen Pfarrer.
Das Dorf gehörte lange der Familie Rábéi, später für eine kurze Zeit István Werbőczy. Die Familie Bajoni beherrschte das Dorf im 16. Jahrhundert.
Rábé und auch seine Kirche wurde von den Osmanen zweimal vernichtet, aber das Dorf wurde wieder aufgebaut. Im Jahr 1660 wurde der Ort durch osmanische Streitkräfte bei einer Strafexpedition gegen Georg II. Rákóczi verwüstet.
Im Jahr 1913 gab es in der damaligen Großgemeinde 502 Häuser und 3362 Einwohner auf einer Fläche von 14.865 Katastraljochen. Sie gehörte zu dieser Zeit zum Bezirk Sárrét im Komitat Bihar.
Im Jahr 1938 betrug die Anzahl der Bewohner 3334, davon lebten 736 auf Einzelhöfen. Die Einzelhöfe sind inzwischen verschwunden. Nagyrábé hatte 1970 fast 3000 Bewohner, am 1. Januar 2015 waren es 2136.

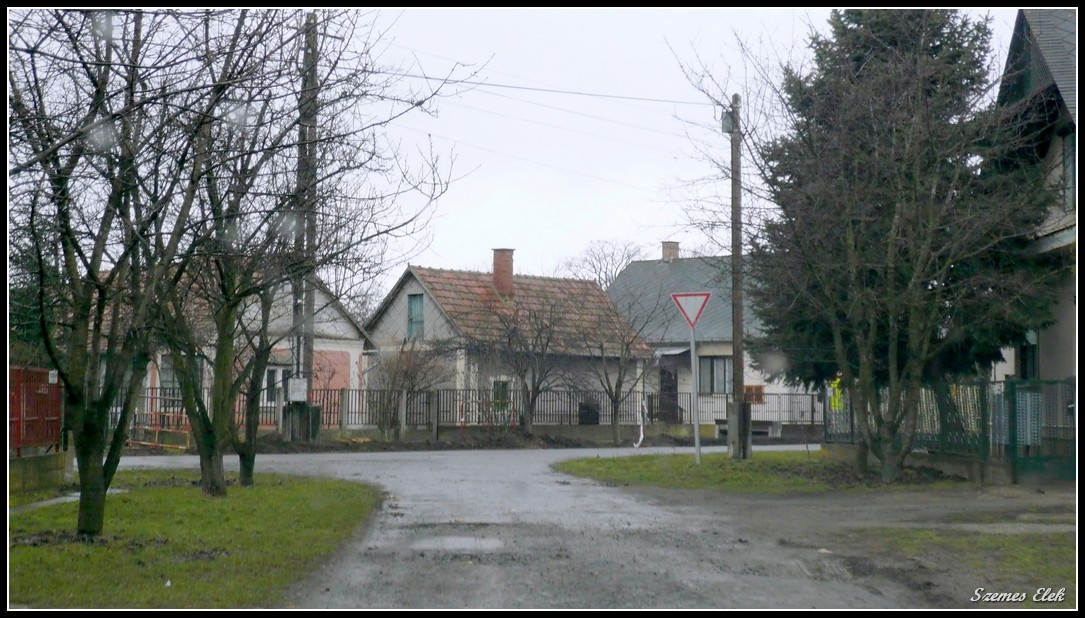
Straßengabelung in Nagyrábeé
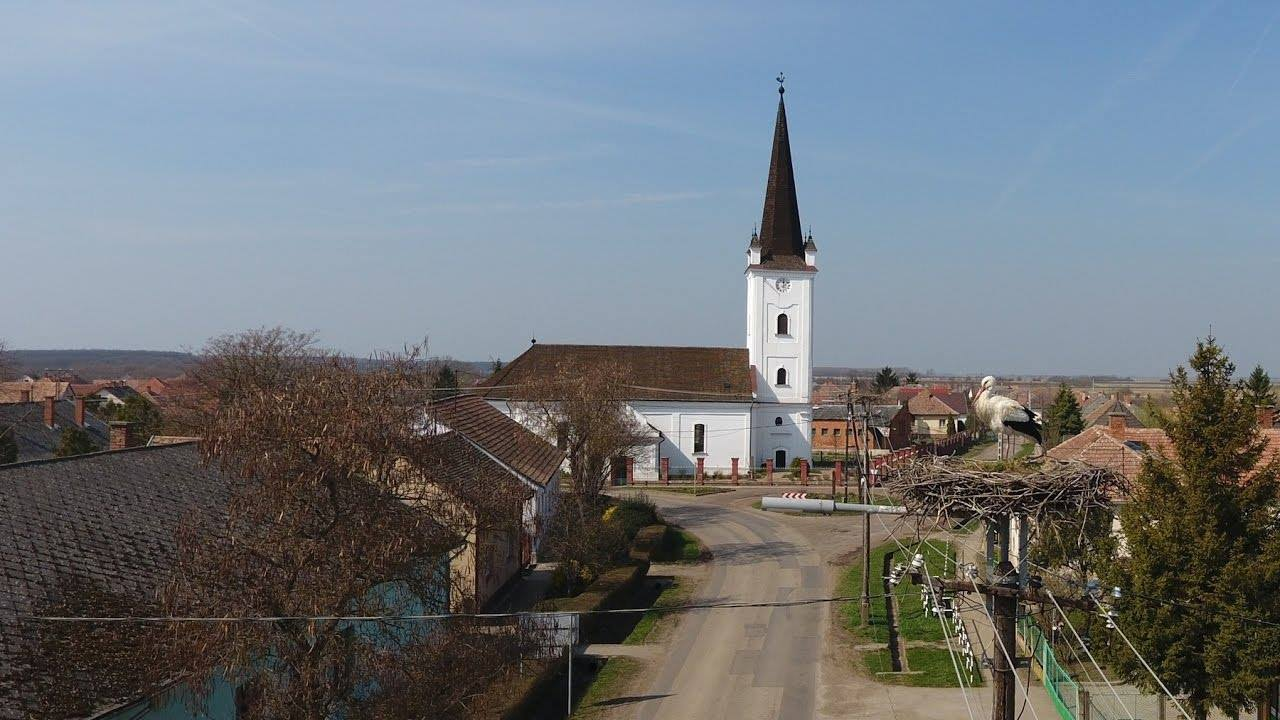
Blick auf die reformierte Kirche
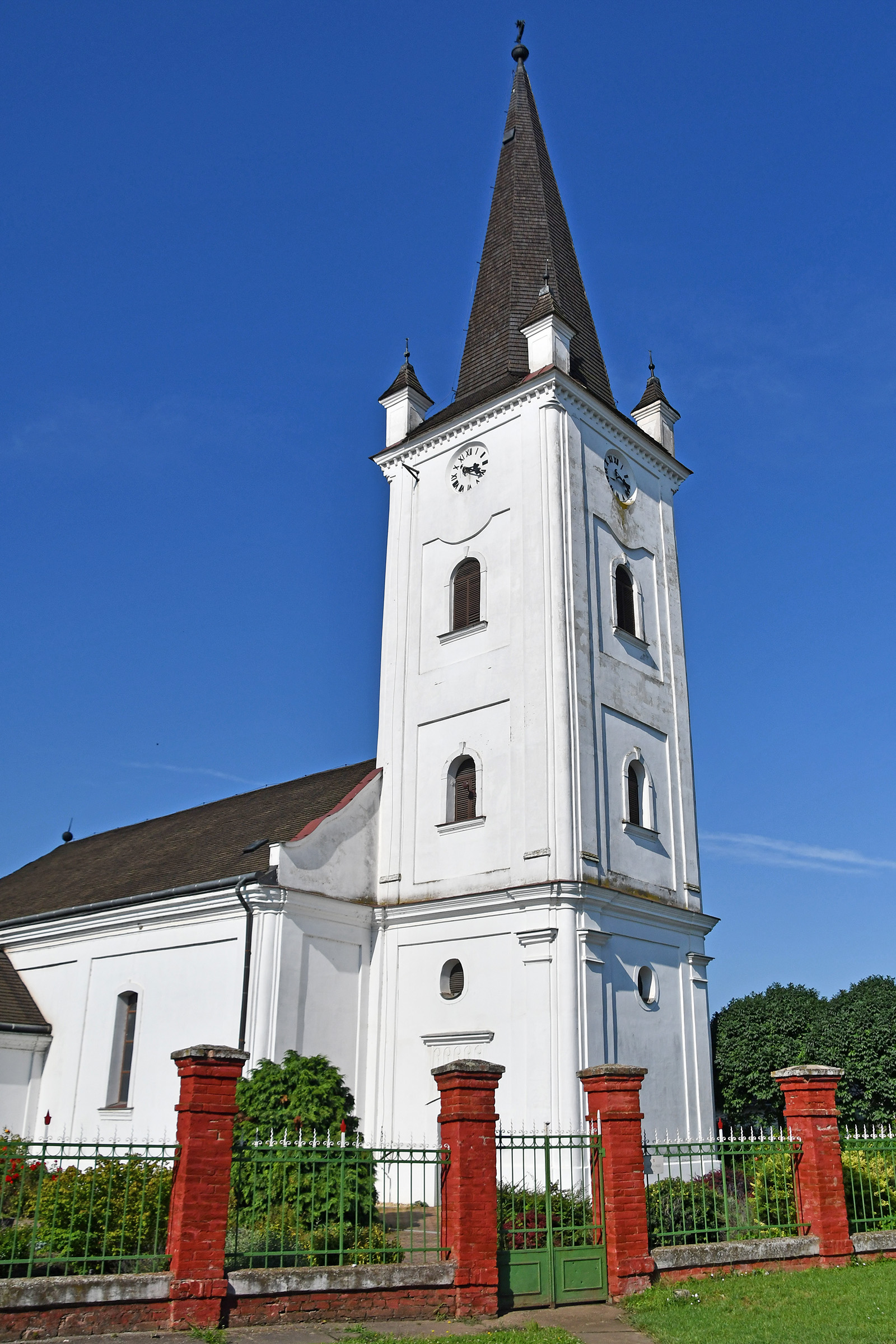
Reformierte Kirche

## Sehenswürdigkeiten
- Denkmal für die Reitschule in Rétszentmiklós
- Denkmal für die Opfer des Zweiten Weltkriegs, erschaffen 1986 von Sándor Györfi
- Lajos-Kossuth-Obelisk, erschaffen 1894 von Adolf Veiszlovits
- Lajos-Kossuth-Reliefgedenktafel, erschaffen von Lajos Győrfi
- Zsigmond-Móricz-Gedenktafel
- 1956er-Reliefdenkmal
- Reformierte Kirche, erbaut 1803 bis 1809 im spätbarocken Stil

## Verkehr
Durch Nagyrábé führt die Landstraße Nr. 4231. Es gibt Busverbindungen in alle umliegenden Orte. Die nächstgelegenen Bahnhöfe befinden sich nördlich in Sáp und westlich in Biharnagybajom.